# Meleagris
Meleagris is een geslacht van vogels uit de familie van de fazantachtigen (Phasianidae).

## Soorten
Het geslacht kent de volgende soorten:
- Meleagris gallopavo – Kalkoen
- Meleagris ocellata – Pauwkalkoen